# Suadiye
Suadiye è una mahalle  del distretto di Kadıköy nella parte asiatica di Istanbul, in Turchia.

## Geografia fisica
Esso è attraversato da ovest a est da Bağdat Caddesi, uno dei viali principali di Istanbul, tra Bostanci ed Erenkoy. Si estende da Şemsettin Günaltay Caddesi a nord fino alla costa del Mar di Marmara a sud.

## Origini del nome
Ahmed Reşad Pascià, che aveva una villa estiva nelle vicinanze di Kozyatağı (la quale per un certo periodo fu utilizzata anche come ristorante), fece costruire una moschea in memoria della figlia Suad, morta in giovane età  e il quartiere iniziò a chiamarsi Suadiye ("Il posto di Suad") dopo la costruzione della moschea.

## Monumenti e luoghi d'interesse
La storica Moschea di Suadiye, costruita nel 1905 in ricordo di Suad Hanım, ha dato il nome al quartiere.
In questo quartiere si trovano anche le scuole elementari Turhan e Mediha Tansel, il liceo anatolico di Suadiye Hacı Mustafa Tarman e il sottopasso di Feride, decorato da artisti di strada.

## Infrastrutture e trasporti

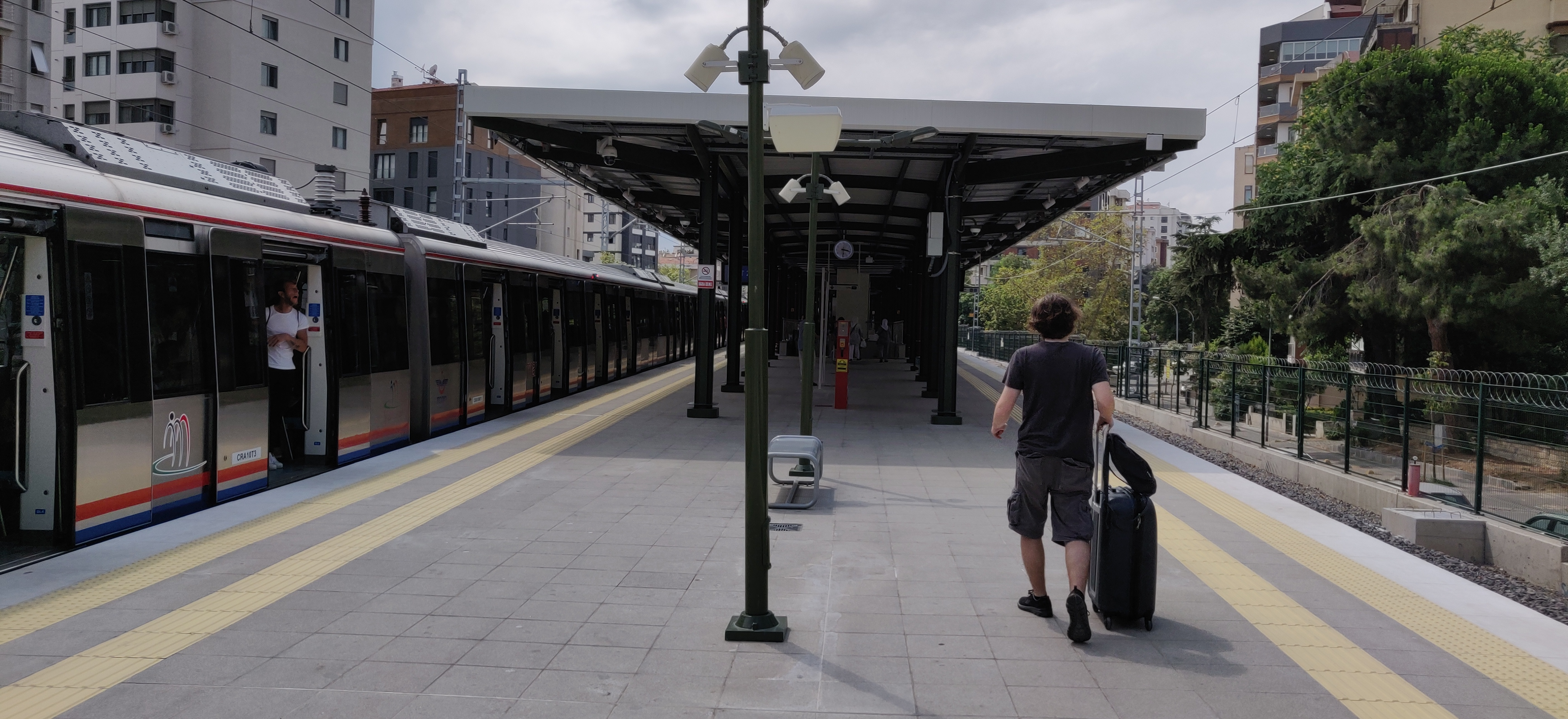
La stazione di Marmaray

Suadiye è servito da una fermata della linea ferroviaria Marmaray.

## Cultura
La scrittrice Cüneyt Altunç ha scritto un libro di ricordi e sulla storia sul quartiere.